# Nancy Holland
Nancy Elizabeth Holland (Montréal, 3 febbraio 1942) è un'ex sciatrice alpina canadese.

## Biografia
Sciatrice polivalente originaria di Saint-Ferréol-les-Neiges, Nancy Holland debuttò in campo internazionale in occasione dei Vermont Championships 1959 (Stowe, 13-15 marzo), dove si classificò 12ª nella discesa libera, 9ª nello slalom gigante, 10ª nello slalom speciale e 10ª nella combinata; l'anno dopo agli VIII Giochi olimpici invernali di Squaw Valley 1960 (19-27 febbraio), suo esordio olimpico e iridato, si piazzò 17ª nella discesa libera, 19ª nello slalom gigante, 12ª nello slalom speciale e 11ª nella combinata, disputata in sede olimpica ma valida solo ai fini dei Mondiali 1960.
Ai Mondiali di Chamonix 1962 (10-18 febbraio) fu 15ª nella discesa libera, 25ª nello slalom gigante e non completò lo slalom speciale e ai IX Giochi olimpici invernali di Innsbruck 1964 (29 gennaio-9 febbraio), sua ultima presenza olimpica e iridata, si classificò 34ª nella discesa libera, 31ª nello slalom gigante e non completò lo slalom speciale; disputò le sue ultime gare internazionali al successivo trofeo Arlberg-Kandahar (Garmisch-Partenkirchen, 14-16 febbraio).

## Palmarès

### Campionati canadesi
- 1 oro (slalom speciale nel 1961)[6][senza fonte]

### Campionati statunitensi
- 1 podio (dati parziali):
  - 1 vittoria (slalom speciale nel 1960[7])

## Riconoscimenti
- Laurentian Ski Hall of Fame (1989)[8]